# Praça São Salvador

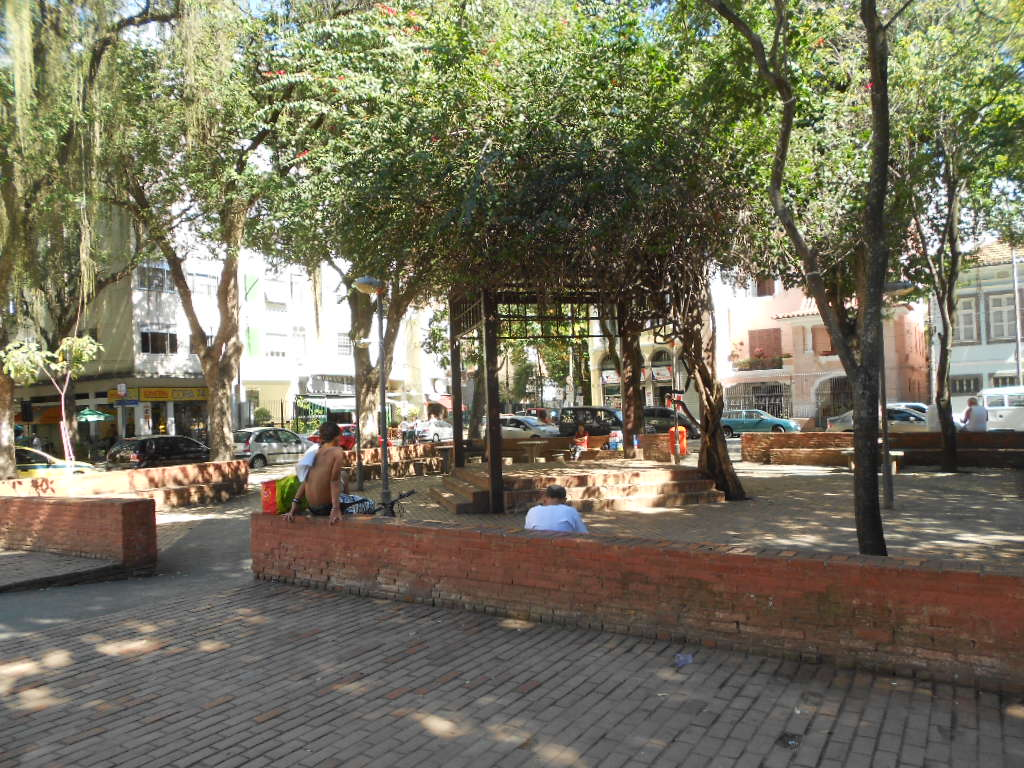
O coreto da praça, mais ao fundo.

A Praça São Salvador é uma praça na cidade do Rio de Janeiro, no Brasil, que corresponde ao quadrilátero entre as ruas São Salvador, Esteves Júnior e Senador Corrêa. A praça, dotada de um parquinho infantil e um coreto, é cercada por bares e edifícios residenciais. Trata-se de uma área predominantemente de classe média.
Esse recanto de Laranjeiras conta com botequins, como a Adega da Praça, Bar Brasil - franquia do Botequim Belmonte, Caneco 85 e o Boteco Seu Dodô. Conta também com um restaurante japonês - o Sushimar, situado próximo à praça, padaria (Casa do Pão), supermercado (Zona Sul), drogaria, agência dos Correios e uma unidade do Corpo de Bombeiros. O local é seguro, mesmo durante a noite. A praça fica na divisa dos bairros do  Flamengo  e  Laranjeiras e próximo ao Largo do Machado. As Estações de metrô - Flamengo e Largo do Machado são próximas da Praça. 
A roda de samba "Batuque no Coreto"   costuma se reunir aos sábados, a partir das 18h. Hoje a Praça São Salvador é um espaço público revitalizado e reconhecido como lugar aprazível, graças a um grupo de cerca de 20 músicos da Escola Portátil de Música, que resolveram se reunir para fazer uma roda de choro. O choro "Arruma o Coreto", hoje, tem público cativo que inclui moradores e quem aprecia esse gênero musical. O Bagunça Meu Coreto, é um bloco de carnaval que começou com os moradores do bairro e alguns amigos e hoje arrasta milhares de pessoas no Carnaval do Carioca, faz uma animada roda de samba, nas tardes de sábado, que se reveza com outra, o "Batuque no Coreto". O sucesso e a qualidade dos eventos, trouxe adeptos de outros bairros.
Na praça também acontece uma feira de artesanato, aos domingos.